# 蕭讓
蕭讓，是《水滸傳》人物，擅長模仿當時「蘇、黃、米、蔡」四家書法，人稱「聖手書生」。
蕭讓與吳用為舊識，宋江因提反詩而被打入死牢，吳用獻計要戴宗請蕭讓和金大堅偽造蔡京文書，以救宋江。蕭讓和金大堅被王英、宋萬、杜遷和鄭天壽騙上梁山，兩人家眷也都偷偷被帶往梁山，從此便留在梁山效力，負責掌管行文走徼調兵遣將。
後來梁山全伙受招安，將討伐方腊前夕，蕭讓被留在蔡太師府，並未跟隨出征，後來在蔡京府上任家庭教師。

## 影视形象
- 1998年央视版《水浒传》：扮演者不明
- 2011年版《水浒传》：白志成
- 2013年电影《金大坚与萧让》：张建海